# Jelle de Lange
Jelle de Lange (Amsterdam, 30 januari 1998) is een Nederlands voormalig voetballer die bij voorkeur als verdediger speelde. Hij stroomde in 2015 door vanuit de jeugd van FC Utrecht. In 2017 stopte hij met betaald voetbal.

## Clubcarrière
Op 17 mei 2015 maakte hij zijn debuut in het eerste elftal door in de basis te beginnen in de uitwedstrijd tegen Vitesse (3 – 3). Hij werd in de 62e minuut gewisseld voor de andere debutant Giovanni Troupée. Hij speelde verder voor Jong FC Utrecht en was Nederlands jeugdinternational. In 2017 gaf hij een nog vier jaar durend profcontract op en stopte hij met profvoetbal. Hij ging politicologie studeren. De Lange, een zoon van Barbara Baarsma, had altijd al twijfels over het wereldje van het profvoetbal en of hij het voetballen wel leuk genoeg vond. Hij speelde nog een jaar in het zaterdagteam van zijn jeugdclub AFC en daarna met zijn broer, die ook stopte in de jeugd van Utrecht om te gaan studeren, in een lager elftal.

### Carrièrestatistieken
| Seizoen                    | Club            | Land            | Competitie      | Competitie | Competitie | Beker | Beker | Internationaal | Internationaal | Overig | Overig | Totaal | Totaal |
| Seizoen                    | Club            | Land            | Competitie      | Wed.       | Dlp.       | Wed.  | Dlp.  | Wed.           | Dlp.           | Wed.   | Dlp.   | Wed.   | Dlp.   |
| -------------------------- | --------------- | --------------- | --------------- | ---------- | ---------- | ----- | ----- | -------------- | -------------- | ------ | ------ | ------ | ------ |
| 2014/15                    | FC Utrecht      | Nederland       | Eredivisie      | 1          | 0          | 0     | 0     | 0              | 0              | 0      | 0      | 1      | 0      |
| Carrière totaal            | Carrière totaal | Carrière totaal | Carrière totaal | 1          | 0          | 0     | 0     | 0              | 0              | 0      | 0      | 1      | 0      |
| Bijgewerkt tot 9 juni 2015 |                 |                 |                 |            |            |       |       |                |                |        |        |        |        |